# Modesto Destefanis
Giovanni Modesto Destefanis (Ronco Canavese, 1785 – Castellamonte, 30 gennaio 1852) è stato un politico italiano.

## Biografia
Allievo di Michele Buniva, si trasferì in Inghilterra per specializzarsi sui vaccini, divenendo poi uno dei primi vaccinatori italiani, in particolar modo nei territori della Valle Orco e della Val Soana. 
Partecipò ai Moti del 1821, e fu costretto a riparare come esule in Svizzera a Lugano quindi in Francia e infine in Spagna. Rientrato in Piemonte, fu arrestato.
Partecipò ai Moti del 1848 e fu eletto Deputato del Regno di Sardegna nella III e nella IV legislatura per il collegio di Pont, e morì in corso di carica.